# Havet är vårt öde
Havet är vårt öde (eng: In Which We Serve) är en brittisk patriotisk krigsfilm från 1942 i regi av Noel Coward och David Lean, med manus av Coward. I huvudrollerna ses John Mills, Bernard Miles, Celia Johnson och Richard Attenborough i hans första filmroll. 
Cowards manus inspirerades av kapten Lord Louis Mountbattens agerande, som befälhavare över jagaren HMS Kelly, då den sjönk vid slaget om Kreta.
1999 placerade British Film Institute filmen på 92:a plats på sin lista över de 100 bästa brittiska filmerna genom tiderna. 

## Rollista i urval
- Noël Coward - kapten E.V. Kinross
- Bernard Miles - fanjunkare Walter Hardy
- John Mills - lättmatros Shorty Blake
- Celia Johnson - Alix Kinross
- Joyce Carey - Kath Hardy
- Kay Walsh - Freda Lewis
- Michael Wilding - Flags
- Derek Elphinstone - No. 1
- Leslie Dwyer - Parkinson
- James Donald - Doc
- Philip Friend - Torps
- Frederick Piper - Edgecombe
- Richard Attenborough - ung eldare
- Kathleen Harrison - Mrs. Blake
- George Carney - Mr. Blake
- Daniel Massey - Bobby Kinross
- Ann Stephens - Lavinia Kinross
- Walter Fitzgerald - överste Lumsden
- Hubert Gregg - pilot
- Penelope Dudley-Ward - Maureen
- Juliet Mills - Shorty Blakes baby